# Asleep in the Bread Aisle
Asleep in the Bread Aisle – debiutancki album studyjny amerykańskiego rapera Ashera Rotha, wydany 20 kwietnia 2009.
Pierwszym singlem z albumu jest "I Love College". W płytę Asleep in the Bread Aisle mają wkład tacy producenci jak Don Cannon oraz Oren Yoel - zapewniający bit. W albumie gościnnie występują Cee-Lo, Jazze Pha, Keri Hilson, Busta Rhymes, pop duo Chester French oraz kapela New Kingdom z Los Angeles.

## Lista piosenek
| #  | Tytuł                                | Producent                 | Gość                      | Czas |
| -- | ------------------------------------ | ------------------------- | ------------------------- | ---- |
| 1  | "Lark on My Go-Kart"                 | Oren Yoel, David Appleton |                           | 2:55 |
| 2  | "Blunt Cruisin'"                     | Oren Yoel                 |                           | 3:37 |
| 3  | "I Love College"                     | Mike Caren, Ben Allen     |                           | 4:02 |
| 4  | "La Di Da"                           | Don Cannon                |                           | 3:47 |
| 5  | "Be by Myself"                       | Oren Yoel                 | Cee-Lo                    | 4:23 |
| 6  | "She Don't Wanna Man"                | Oren Yoel                 | Keri Hilson               | 3:37 |
| 7  | "Sour Patch Kids"                    | Oren Yoel                 |                           | 4:30 |
| 8  | "As I Em"                            | Oren Yoel, David Appleton | Chester French            | 4:19 |
| 9  | "Lion's Roar"                        | Oren Yoel                 | Busta Rhymes, New Kingdom | 4:13 |
| 10 | "Bad Day"                            | Oren Yoel, David Appleton | Jazze Pha                 | 3:38 |
| 11 | "His Dream"                          | Oren Yoel                 | Miguel                    | 4:36 |
| 12 | "Fallin'"                            | Novel                     |                           | 4:03 |
| 13 | "Perfectionist" (iTunes bonus track) | Oren Yoel                 | Beanie Sigel, Rock City   | 3:51 |
| 14 | "The Lounge" (iTunes bonus track)    | Novel                     |                           | 4:15 |
| 15 | "Y.O.U." (UK bonus track)            | Nottz                     | Slick Rick                | 3:53 |

## Pozycje na listach przebojów
| Lista (2009)                          | Pozycja |
| ------------------------------------- | ------- |
| Canadian Albums Chart                 | 31      |
| U.S. Billboard 200                    | 5       |
| U.S. Billboard Top R&B/Hip-Hop Albums | 5       |
| U.S. Billboard Top Rap Albums         | 3       |
| UK Albums Chart                       | 38      |